# 発射ステータスチェック
発射ステータスチェック（英語: Launch status check）は、「go / no go poll」および他のいくつかの用語としても知られる。アメリカの宇宙飛行ミッションは打ち上げを進める前に、さまざまなシステムを監視するフライトコントローラーが操作と準備状況について照会を行う。スペースシャトルのミッションでは、発射コントロールセンターの発射室で、NASAテストディレクター（NTD）が他のNASA職員との音声通信リンクを介してこのチェックを実行する。NTDは、シャトル打ち上げカウントダウンにおけるすべての飛行乗務員、オービター、外部燃料タンク/固体ロケットブースター、および地上支援テストの指揮と統合を担当するシャトルテストチームのリーダーでした。NTDはまた、飛行乗務員を含む外部燃料タンクの積み込み後のパッド内のすべての人員の安全に責任があり、約10回の合否報告があり、発射ディレクターに報告した。発射ディレクターは、さらに約5つの「go / nogo」レポートがあり、発射ディレクターは、ミッションが打ち上げを行うかを宣言する。

## 発射室の位置のチェックリスト

### スペースシャトル
- OTC – オービターテストプライム担当官[2]
- TBC – タンク/ブースターテスト担当官およびタンク/ブースターテストプライム担当官[3]
- PTC – ペイロードテスト担当官
- LPS – 起動処理システムのテスト担当官[4]
- Houstone Flight – テキサス州ヒューストンのクリストファーC.クラフトジュニアミッションコントロールセンターのフライトディレクター
- MILA – メリット島の宇宙飛行追跡およびデータネットワークステーション
- STM – サポートテストマネージャー
- Safety Console – 安全コンソールコーディネーター
- SPE – シャトルプロジェクトエンジニア[5]
- LRD – 着陸および回復ディレクター
- SRO – レンジオペレーションの監督
- CDR – ミッションコマンダー（クルー） [6]

### アポロ計画
アポロ計画では、MCCの発射ステータスチェックはフライトディレクターまたはフライトよって開始された。次の「飛行前チェック」命令は、アポロ13号の打ち上げ前に使用された。
- BOOSTER - ブースターシステムエンジニア（監視対象サターンVを発売前と上昇中）
- RETRO – レトロファイアオフィサー（中止手順と地球帰還軌道投入、またはTEI、レトロファイア火傷を担当）
- FIDO – フライトダイナミクスオフィサー（宇宙船の飛行経路を担当）
- GUIDANCE– ガイダンスオフィサー（監視対象のオンボードナビゲーションシステムおよびオンボードガイダンスコンピューターソフトウェア）
- SURGEON – 航空医官（すべての運用医療活動を指揮）
- EECOM – 電気、環境、および消耗品の管理（監視された極低温レベル、およびキャビンの冷却/圧力システム、配電システム）
- GNC – ガイダンス、ナビゲーション、および制御システムエンジニア（反応制御システム、およびCSMメインエンジンを担当）
- TELMU – テレメトリ、電気、 EVAモビリティユニット（月面宇宙服）オフィサー
- 制御– フライトコントローラー
- 手順– 手順、または組織と手順の責任者（施行されたミッションポリシーとルール）
- INCO – 統合コミュニケーションオフィサー
- FAO – 飛行活動責任者（チェックリスト、手順など。 ）。
- ネットワーク– ネットワーク（監視された地上局通信）
- RECOVERY - リカバリースーパーバイザー（協調カプセル回復）
- CAPCOM – カプセルコミュニケーター（宇宙飛行士と通信）

### その他/無人宇宙船
ミッションの種類と宇宙船のモデルによって異なりるが、一例を次に示します。
- LCDR - 発射担当官
- Talker - 発射担当官から委任されたカウントダウンステップを指示する責任者
- Timer - カウントダウン時計のオペレーターとT-時間を呼び出す人
- QAM - 品質保証モニター
- SSC - セカンドステージコンソール
- SSP - 第2段階の推進力
- FSC - ファーストステージコンソール
- Prop 1 - 推進力第1段階＃1
- Prop 2 - 推進力第1段階＃2
- TSC - サードステージコンソール
- MCE - ミサイルチーフエンジニア
- PTO - 推進テレメトリオブザーバー
- TM-1 - テレメトリモニターの第1段階
- TM-2 - テレメトリモニター第2ステージ
- LWO - ウェザーオフィサーを立ち上げる
- AFLC - 空軍発射担当官
- LD - ローンチディレクター

### ビデオ録画
- エンデバーゴーフォーローンチ（ STS-123 ）
- STS-122 Go / No Go Poll （ STS-122 ）
- STS-115 Atlantisの起動までの長いカウントダウン（3:03に起動ステータスチェック）（STS-115 ）
- スペースシャトルSTS-114打ち上げ最終投票（ STS-114 ）
- Go For Launchパート1/2 （2つの例のローンチディレクターの投票）
- Go For Launch Part 2 of 2 （最終準備投票の例）
- デルタII-ICESat-2 （最終準備投票の例）

### テキストトランスクリプト
- スペースシャトルの打ち上げカウントダウン（1995年からのNASAトランスクリプト）